# De wereld van de Chinezen

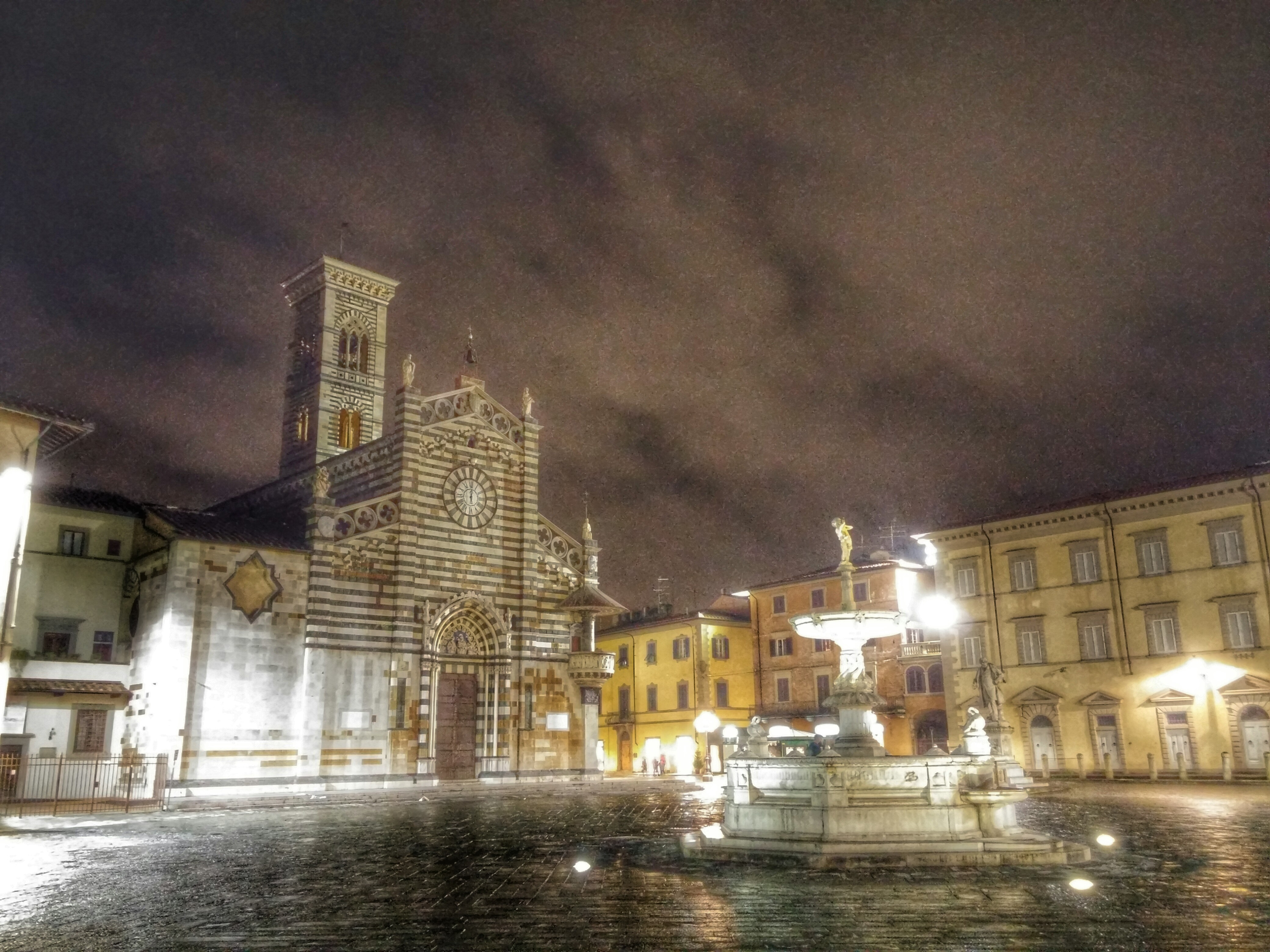
De Italiaanse stad Prato.

De wereld van de Chinezen is een Nederlands reportageprogramma van de VPRO, waarin Ruben Terlou onderzoekt welke invloed China heeft buiten de eigen landsgrenzen en hoe geopolitieke relaties individuele levens kunnen beïnvloeden.
Het was na Langs de oevers van de Yangtze (2016), Door het hart van China (2018) en Chinese dromen (2019) de vierde documentairereeks van Terlou over China.

## Seizoen 1
| Aflevering (seizoen) | Aflevering (serie) | Locatie          | Uitzenddatum     | Inhoud |
| -------------------- | ------------------ | ---------------- | ---------------- | --- |
| 1                    | 1                  | Kenia            | 10 januari 2021  | Een spoorlijn van Nairobi naar havenstad Mombasa, die onder meer door een reservaat loopt, wordt gerund en gefinancierd door Chinezen. Kenia heeft moeite Chinese leningen terug te betalen en veel Afrikaanse landen betalen hun schulden terug met grondstoffen.                                   |
| 2                    | 2                  | Cambodja         | 17 januari 2021  | China heeft onder meer wegen, vliegvelden, sporen en dammen aangelegd in Cambodja. Chinese toeristen weten het land ook goed te vinden. Daarbij is ruim 90 procent van de bedrijven, waaronder nachtsclubs, in de havenstad Sihanoukville in Chinese handen.                                         |
| 3                    | 3                  | Madagaskar       | 24 januari 2021  | De Chinese populatie op Madagaskar is in tien jaar vervijfvoudigd. Chinese immigranten namen onder meer de handel in vanille over. Een mislukte deal tussen de Chinese en Malagassische overheid over visrechten zorgt ervoor dat vissers zonder werk blijven.                                       |
| 4                    | 4                  | Servië           | 31 januari 2021  | Chinese bedrijven hebben energiecentrales, staalfabrieken, koper-, goud- en kolenmijnen overgenomen. Sindsdien is mijnstad Bor één van de meest vervuilde plaatsen in Servië geworden. Werknemers vieren Chinees Nieuwjaar.                                                                          |
| 5                    | 5                  | Verenigde Staten | 7 februari 2021  | Chinezen komen vooral op eigen initiatief naar de VS. Onder meer om te studeren, geld te verdienen of de Chinese overheid te bekritiseren. Chinese Amerikanen gaan naar de stembus. |
| 6                    | 6                  | Italië           | 14 februari 2021 | In tien jaar vertienvoudigde in Prato de Chinese gemeenschap, die zich toelegt op het snel produceren van goedkope kleding. Volgens de fiscale politie worden er miljarden doorgesluisd naar China en zijn er illegale werknemers. Chinezen willen hun imago oppoetsen door scholen schoon te maken. |
| 7                    | 7                  | Nederland        | 21 februari 2021 | In Nederland werken veel Chinezen in de horeca. Vanuit China komen er ook mensen om te studeren aan universiteiten. Weer anderen bedrijven handel, wat kansen oplevert voor onder meer Railport Brabant. Adoptiekinderen worstelen met hun identiteit.                                               |

## Seizoen 2
| Aflevering (seizoen) | Aflevering (serie) | Locatie          | Uitzenddatum     | Inhoud |
| -------------------- | ------------------ | ---------------- | ---------------- | --- |
| 1                    | 8                  | Salomonseilanden | 18 februari 2024 | De overheid stapte af van Taiwanese ontwikkelingshulp en intensiveerde het contact met China. Sindsdien werd er onder meer landbouwgrond opgekocht voor de bouw van een stadion voor de Pacifische Spelen. Ook werden er artsen gestuurd voor operaties en scholing. In de hoofdstad Honiara ging bij rellen de Chinese wijk in vlammen op. |
| 2                    | 9                  | Laos             | 25 februari 2024 | Chinese boeren gebruiken pesticiden op bananenplantages en een dorp moest wijken voor de aanleg van een hogesnelheidslijn richting Vientiane. De visserij, biodiversiteit en watervoorziening in Thailand ondervinden gevolgen van de aanleg van dammen in de Mekong in Laos.                                                               |
| 3                    | 10                 | Suriname         | 3 maart 2024     | Door Chinese investeringen en leningen heeft Suriname een schuld opgebouwd. In de exploitatie van natuurlijke hulpbronnen, zoals goud en hout, zijn Chinezen zeer actief. De inheemse bevolking en de natuur, in onder meer Brownsberg Natuurpark, ondervinden de gevolgen daarvan.                                                         |
| 4                    | 11                 | Australië        | 10 maart 2024    | Australië is een van de weinige westerse landen die meer naar China exporteert dan importeert. Australische veteranen vrezen dat ijzererts gebruikt wordt om de Chinese krijgsmacht te verstevigen. Aan de westkust wordt de kreeftenindustrie getroffen door handelsbeperkingen die sinds corona gelden.                                   |
| 5                    | 12                 | Mongolië         | 17 maart 2024    | Grote, internationale musicalproducties moeten de wereld laten zien dat Mongolië onafhankelijk en democratisch is. Ondertussen blijken anti-Chinese geluiden ongewenst en vluchtelingen uit China niet veilig. |